# Ortuťová
Ortuťová (rusiń. Ортутова, Ortutowa) – wieś (obec) na Słowacji położona w kraju preszowskim, w powiecie Bardejów. Pierwsze wzmianki o miejscowości pochodzą z roku 1414.
Według danych z dnia 31 grudnia 2010, wieś zamieszkiwał 162 osoby, w tym 81 kobiet i 81 mężczyzn.
W 2001 roku rozkład populacji względem narodowości i przynależności etnicznej wyglądał następująco:
- Słowacy – 78,90%
- Czesi – 0,46%
- Romowie – 13,76%
- Rusini – 4,13%
- Ukraińcy – 2,75%

Ze względu na wyznawaną religię struktura mieszkańców kształtowała się w 2001 roku następująco:
- Katolicy rzymscy – 9,63%
- Grekokatolicy – 83,94%
- Ewangelicy – 0,92%
- Prawosławni – 0,92%
- Ateiści – 4,13%